# Oscuridad en el dorado
Oscuridad en El Dorado: cómo científicos y periodistas devastaron el Amazonas es un libro escrito por el periodista estadounidense Patrick Tierney en el que acusó al genetista James Neel y al antropólogo Napoleon Chagnon apoyados por la desaparecida Comisión de Energía Atómica de los Estados Unidos de inocular con la vacuna contra el sarampión a varias comunidades de indios yanomami para su estudio, así como interacciones sexuales inapropiadas con la tribu por parte de los investigadores Kenneth Good y Jacques Lizot.
La publicación de sus investigaciones llevó a que los científicos acusados recibieran la prohibición de ingresar al territorio ubicado entre Venezuela y Brasil.
El libro denuncia que la intervención de los investigadores alteró la vida natural de las tribus, entregándoles armas (hachas y machetes) a cambio de muestras sanguíneas e informaciones tribales (ascendientes, ritos, costumbres, etc), y dejando una estela de enfermedades, desplazamientos y luchas entre las etnias, que además aceleraría la apertura del territorio indígena a la explotación minera. 
Aunque el libro recibió críticas positivas y fue bien recibido al principio, investigaciones posteriores encontraron que algunas acusaciones de Tierney carecían de sustento por no presentar pruebas comprobables.